# 里皮亞納
49°16′31″N 22°53′35″E / 49.27528°N 22.89306°E
里皮亞納（烏克蘭語：Ріп'яна），是烏克蘭西部的村莊，隸屬利維夫州的桑比爾區。該村始建於1527年，面積1.66平方公里，海拔高度503米，2001年人口649，人口密度每平方公里390.96人。